# Galeottiella sarcoglossa
Galeottiella sarcoglossa är en orkidéart som först beskrevs av Achille Richard och Henri Guillaume Galeotti, och fick sitt nu gällande namn av Rudolf Schlechter. Galeottiella sarcoglossa ingår i släktet Galeottiella och familjen orkidéer. Inga underarter finns listade i Catalogue of Life.